# كريس لانج
كريس لانج (بالإنجليزية: Chris Lange)‏ هو مهندس نيوزيلندي، ولد في 15 سبتمبر 1982م.